# Hufiec (wojsko)
Hufiec (lub Huf) – zwarty oddział wojska, który stanowił część szyku bojowego armii (był odpowiednikiem rzymskiego acies). W Polsce w XVI-XVII wieku klasycznym szykiem armii, składającym się z hufców, było tzw. stare urządzenie polskie.

## Literatura
- Mała Encyklopedia Wojskowa, 1967, Wydanie I